# Géomorphologie structurale
 (septembre 2024).
Si vous disposez d'ouvrages ou d'articles de référence ou si vous connaissez des sites web de qualité traitant du thème abordé ici, merci de compléter l'article en donnant les références utiles à sa vérifiabilité et en les liant à la section « Notes et références ».
La géomorphologie structurale est une branche de la géomorphologie qui étudie le rôle de la structure géologique dans l'organisation des reliefs. 
La nature (lithologie), la disposition (stratigraphie) et la déformation des roches (tectonique) sont les principaux facteurs structuraux pris en compte pour expliquer l'aspect des paysages.
Dans les bassins sédimentaires, par exemple, la variabilité des reliefs de cuesta est expliquée par l'étude de la lithologie - notamment la superposition de roches de résistances différentes (binôme roche dure/roche tendre) ou l'épaisseur relative de chaque couche - et par l'étude du rôle de la tectonique (influence des accidents sur le pendage des couches et le profil du relief de côte). Les facteurs structuraux ont tendance à jouer un rôle majeur lorsque les systèmes d'érosion morphoclimatiques sont peu agressifs.